# أنا قبل كل شيء
أنا قبل كُل شيء  هي رواية للروائية الجوهرة الرمال صدرت 2017.

## ملخص الرواية
تدور أحداث هذه الرواية حول قصة فتاة اسمها ورد فقدت بصرها وهي طفلة، وبعد ذلك يعود لها بصرها بعد تسع سنوات أثر سقوطها عن درج منزلهم. وتحاول الكاتبة مواصلة التحدي والإصرار، فبعد رجوع بصرها تعود لتواصل تعليمها في المدرسة وتكمل تعليمها إلى أن تصل المرحلة الجامعية.

## اقتباسات من أنا قبل كُل شيء
• «أنا قبل كل شيء..أرددها كتعويذة تحمي روحي كلما تعثرت كلما جلبت لي الأحلام تلك الملامح التي تذكرني بخيبة ما».
• «لا أحد يصل دون بكاء ودون وحدة ودون أنكسار وأحلام متكدسة لا يعرفها أحد غيره».
• «كنت أردد (انا قبل كل شيء) وأشعر وكأنها فاصلة تمنحني الكثير من الثقة؛ لأكمل ما نويت إكماله، وأصلح عطب الظلام الذي جعلني أتعثر وأنمو دون إدراك».
•«لا شيء يجعلك تثق بنفسك إلا بعد ثقتك بخالقك، وأنه وحده سبحانه من سيجعلك تقف من جديد وإن كسرت الأيام كاحلك».
•«أيقنت الكثير عندما قررت أن أكون لنفسي، وأتعلم من كل حجر تعثرت به يوماً ولم يكسر ساقي بل بقي الألم وبقيت القدم سليمة فكيف أشكو وجعاً غير ظاهر للعيان، وحده الطبيب يعي ما أقوله وكذلك وحده من مرّ بتجربة تعلم منها هو من سيفهم ما ذكرته سابقاً..»